# Tetanospasmina
La tetanospasmina è la neurotossina AB prodotta dal bacillo del tetano, Clostridium tetani, gram +, anaereobio obbligato, sporigeno, mobile per flagelli. Questa tossina rappresenta la vera causa di patogenicità. 

## Meccanismo d'azione
La tossina prodotta all'interno dei microrganismi in accrescimento viene liberata soltanto in seguito alla loro lisi. Quest'ultima viene drenata dai vasi linfatici sino ad arrivare in circolo e quindi alle fibre nervose.
Una volta prodotta all'interno dell'organismo, si lega tramite la subunità B al recettore GM2, un ganglioside contenente un residuo di acido sialico, espresso dalla maggior parte dei neuroni. Il legame promuove l'internalizzazione in una vescicola endocitotica che risale lungo le giunzioni neuronali o tramite via ematica fino al sistema nervoso centrale. Qui la vescicola si acidifica, innescando una serie di modificazioni molecolari che comportano la fusione dell'estremità N-terminale della tossina con la membrana dell'endosoma. Gli eventi descritti promuovono l'uscita della subunità A nel citoplasma; quest'ultima ha un'attività zinco-proteasica in grado di demolire l'apparato proteico preposto alla secrezione del GABA e della Glicina, neurotrasmettitori che inibiscono la contrazione muscolare. 
Le vescicole con il neurotrasmettitore (glicina) hanno proteine di superficie (VAMP) necessarie per il legame con la proteine (sinaptobrevina, SNAP25, sintaxina) presenti sulla porzione attiva del bottone sinaptico. La neurotossina (che è un endopeptidasi) agisce mediante scissione delle VAMP in siti specifici, impedendo il legame alle proteine del bottone e quindi anche la loro liberazione.
In questo modo si ha uno spasmo muscolare continuo e doloroso che interessa tutti i muscoli del corpo, partendo dal viso fino agli arti. La morte può giungere per interessamento dei muscoli respiratori che rimangono contratti e impossibilitano la respirazione.

## Allestimento del vaccino
Tramite l'uso di aldeide formica al 4% si tratta l'esotossina per circa 30 giorni a temperatura di 37 °C (metodo di Ramon risalente a 100 anni fa) si riesce ad inattivare la tossina (renderla non tossica) e trasformarla in anatossina che una volta introdotta nel corpo umano funge da vaccino perché stimola il sistema immunitario a produrre anticorpi contro di essa grazie alla presenza di adiuvanti che stimolano la reazione immunitaria nei suoi confronti.